# Respiração de Cheyne-Stokes

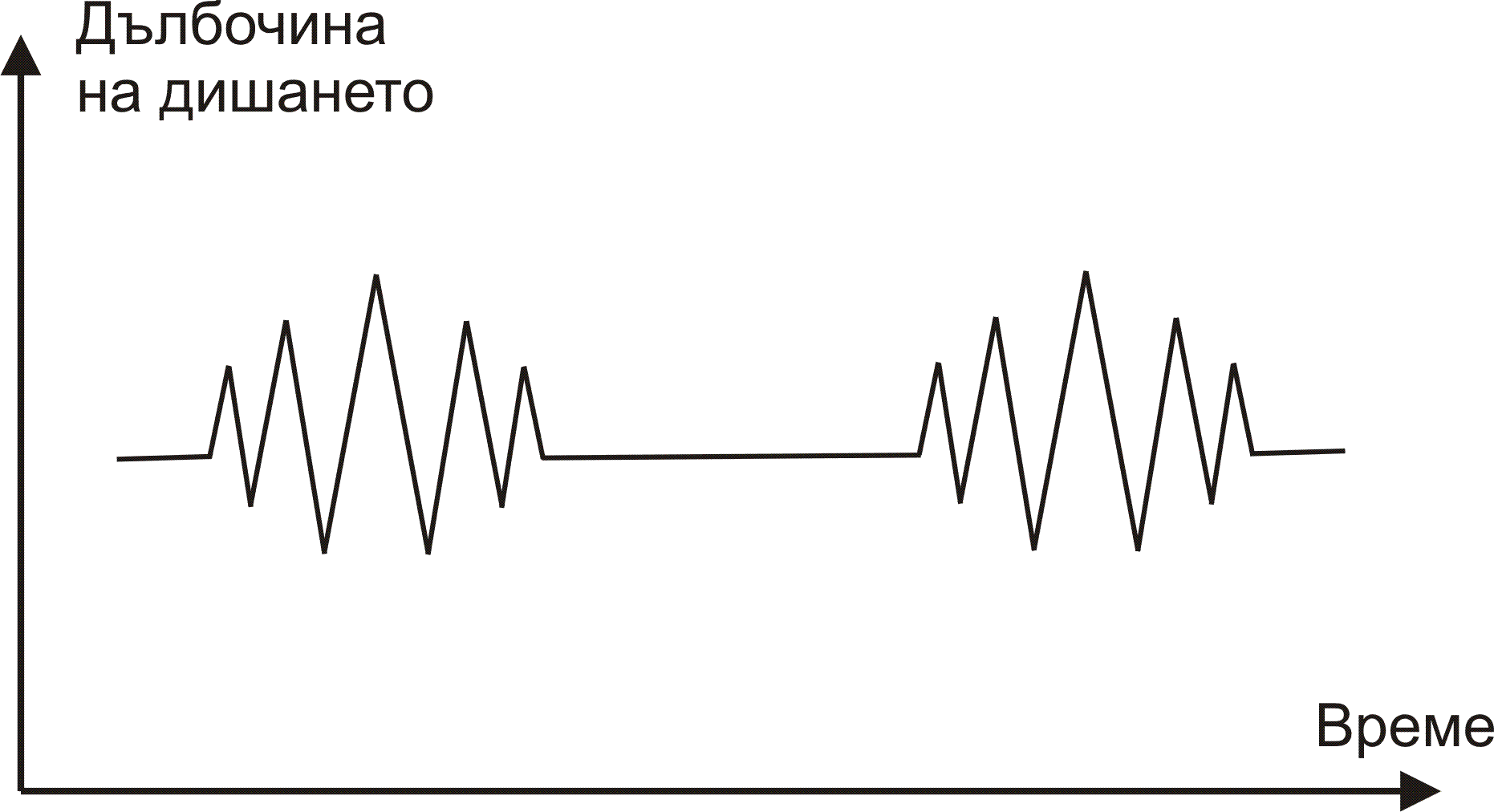
Padrão ventilatório típico da respiração de Cheyne-Stokes

Respiração de Cheyne-Stokes, também conhecida como respiração periódica ou cíclica, é o padrão respiratório que se caracteriza por um movimento respiratório lento crescente e decrescente, que ocorre a cada 40 a 60 segundos.
O mecanismo básico consiste em momentos de hiperventilação intercalados com apneia. O excesso de dióxido de carbono durante o período de apneia obriga os centros respiratórios a enviarem estímulos para aumentar os movimentos respiratórios. Sendo assim, haverá uma diminuição do dióxido no sangue, fazendo o centro respiratório estimular a diminuição da respiração, ocasionando a apneia e assim sucessivamente

## Histórico
Este sinal clínico foi nomeado em homenagem aos médicos John Cheyne, da Escócia, e William Stokes, da Irlanda, que foram os primeiros a descrever o achado no século XIX.

## Ocorrência
As respirações de Cheyne-Stokes ocorrem mais habitualmente nos pacientes com aterosclerose cerebral e outras lesões cerebrais; contudo, o prolongamento do tempo circulatório do pulmão ao cérebro, que ocorre na insuficiência cardíaca, principalmente dos pacientes com hipertensão e coronariopatia e doença vascular cerebral associada, também parece desencadear esse tipo de respiração.